# 施瓦尔巴赫
施瓦尔巴赫是德国萨尔州的一个市镇。总面积27.29平方公里，总人口17593人，其中男性8469人，女性9124人（2011年12月31日），人口密度645人/平方公里。

## 友好城市
- 法國 塞什河畔韦恩